# Archaeobelodon
Archaeobelodon filholi
Genre
Espèce
Archaeobelodon est un genre fossile de mammifères herbivores apparentés aux éléphants (ordre des proboscidiens) qui vivaient durant le Miocène en Eurasie et en Afrique du Nord entre 16,9 et 16 millions d'années. On n'en connait qu'une espèce nommée Archaeobelodon filholi.

## Découverte

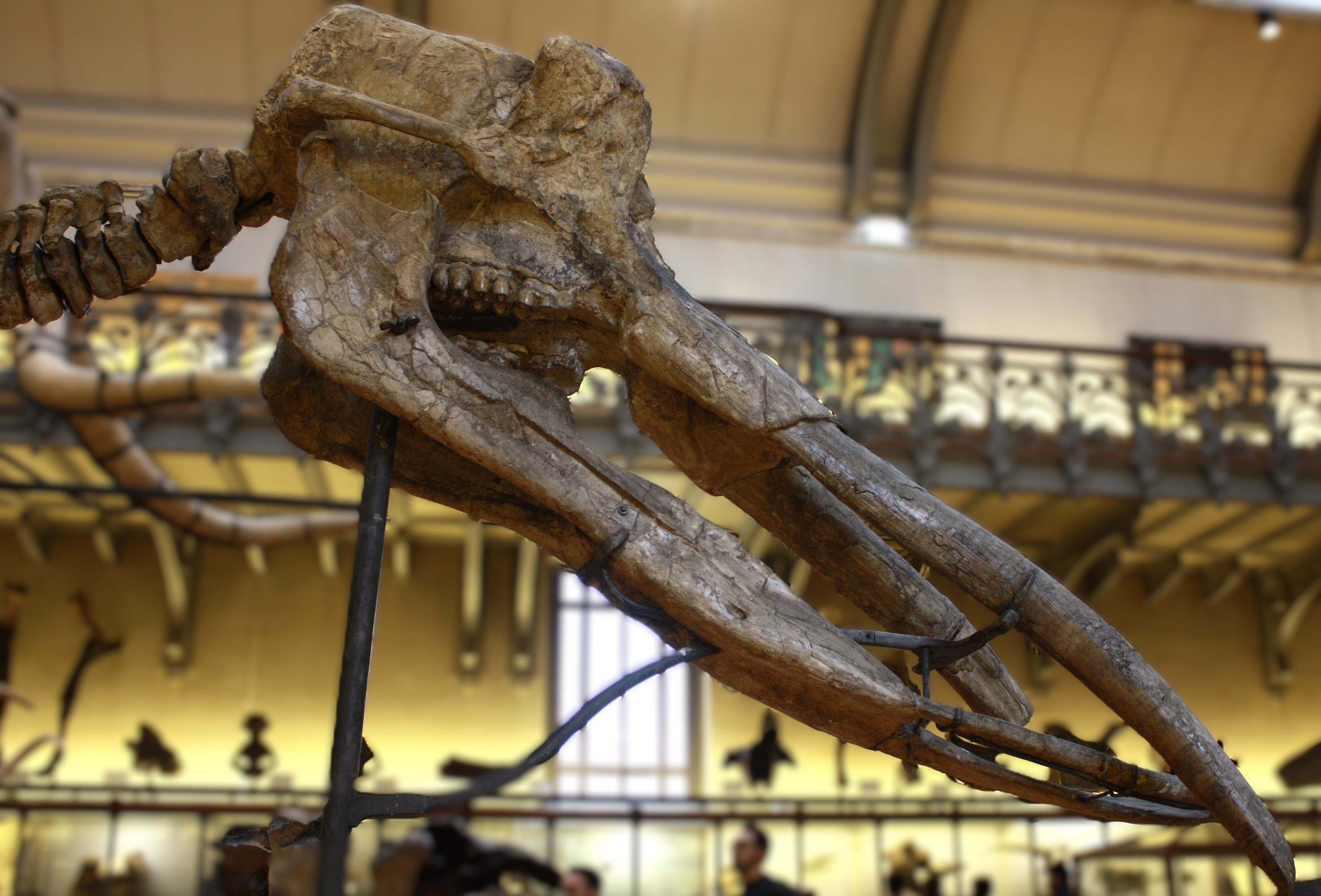
Crâne du fossile monté dArchaeobelodon de la Galerie de Paléontologie et d'Anatomie comparée.

Les premiers fossiles d'Archaeobelodon ont été découverts au XIXe siècle en France sur le site paléontologique de Sansan. Un spécimen fût découvert en 1851 par les paléontologues Édouard Lartet et Charles-Léopold Laurillard,. Il fût ensuite monté au Muséum national d'histoire naturelle et fût le premier spécimen fossile de cette taille à être remonté, malgré le fait qu'il s'agit d'un spécimen composite ayant des éléments d'autres espèces. Le spécimen est toujours exposé au MNHN et est aujourd'hui dans la Galerie de Paléontologie et d'Anatomie comparée,. Le MNHN a annoncé qu'une copie de ce spécimen serait fait pour être exposé à Sansan ou le site paléontologique est un site du MNHN.

## Description
Cet animal avait environ la taille d'un éléphant d'Asie actuel et pouvait atteindre trois mètres de haut,. Son apparence était très similaire à celle de d'éléphants archaïques comme Gomphotherium, et comme lui, il possédait deux longues défenses supérieures légèrement pointées vers le bas,,. Sa mâchoire inférieure, en revanche, était étroite et allongée, comme celle de Gomphotherium, mais ces caractéristiques étaient encore plus prononcées,,.. De plus, les défenses inférieures étaient plus aplaties et semblent préfigurer celles en forme de bêche que l'on retrouve chez des genres plus récents comme Amebelodon et Platybelodon,.

## Répartition
Les fossiles d'Archaeobelodon ont été découvert en Europe notamment en France ainsi qu'en Afrique du Nord en Egypte.